# 1456 Saldanha
1456 Saldanha è un asteroide della fascia principale del diametro medio di circa 44 km. Scoperto nel 1937, presenta un'orbita caratterizzata da un semiasse maggiore pari a 3,2038854 au e da un'eccentricità di 0,2212567, inclinata di 10,43695° rispetto all'eclittica.
L'asteroide è dedicato all'omonima città sudafricana.